# Campanula radula
Campanula radula là loài thực vật có hoa trong họ Hoa chuông. Loài này được Fisch. ex Fenzl. mô tả khoa học đầu tiên năm 1860.